# Aéroport de Bobo-Dioulasso
L’aéroport de Bobo-Dioulasso dessert Bobo-Dioulasso, la deuxième ville du Burkina Faso après la capitale Ouagadougou. Les principales destinations au départ de cet aéroport sont Ouagadougou et Abidjan (Côte d'Ivoire).

## Situation
| Ouagadougou Bobo-Dioulasso |

## Compagnies et destinations
| Compagnies  | Destinations                      |
| ----------- | --------------------------------- |
| Air Burkina | Abidjan-F.-H.-Boigny, Ouagadougou |

Actualisé le 29/08/2023

## Statistiques
Pour des raisons techniques, il est temporairement impossible d'afficher le graphique qui aurait dû être présenté ici.

Voir la requête brute et les sources sur Wikidata.